# کسل کرگ، نیو ساوت ولز
کسل کرگ (به انگلیسی: Castlecrag) یک حومه شهر در استرالیا است که در نیو ساوت ولز واقع شده‌است.